# Skien kirke
Skien kirke är en tegelkyrka som ligger i Skien i Skiens kommun i Telemark fylke i Norge.

## Kyrkobyggnaden
En äldre kyrkobyggnad Christianskirken förstördes i en stor eldsvåda 1886. Nuvarande kyrka uppfördes 1894 efter ritningar av arkitekt Hagbarth Schytte-Berg. 31 augusti samma år invigdes kyrkan av biskop Johan Christian Heuch. När kyrkan byggdes fanns förväntningar att Skien skulle bli ett eget stift med egen biskop. Skien kirke skulle då bli domkyrka i det nya stiftet, men så blev inte fallet.
Kyrkan består av ett långhus med nordsydlig orientering. I norr finns koret och i söder finns två torn och huvudingången med tre portaler. Korsarmar sträcker sig ut åt öster och väster.

## Inventarier
- Altaret är utformat som en kyrkofasad med fem portaler och tre torn. Högst upp på det mittre tornet finns ett stort kors. Mitt på altarbordet står en sjuarmad ljusstake.
- Ursprungliga orgeln var tillverkad 1894 av Olsen & Jørgensens orgelfabrik i Oslo. Nuvarande orgelverk tillverkat av J. H. Jørgensens orgelfabrikk sattes in 1954. Senare har orgeln byggts ut och moderniserats.
- Dopfunten är en dopängel tillverkad av den norske skulptören Ole Henriksen Fladager som avled 1871. Dopänglen fanns i Christianskirken och räddades därifrån när kyrkan brann ned.
- Predikstolen är murad av tegelstenar och glaserade stenar.